# Crantore (filosofo)
Crantore (in greco antico: Κράντωρ?, Krántōr; Soli, metà IV secolo a.C. – 276 a.C.) è stato un filosofo greco antico, appartenente all'Accademia di Atene.

## Biografia
Nato a Soli, in Cilicia, Crantore si trasferì ad Atene per studiare filosofia. Lì divenne allievo di Senocrate e amico e discepolo di Polemone, oltre che uno dei più notevoli esponenti dell'Accademia antica; morì prima dell'amico Polemone e pare che l'idropisia sia stata la causa della sua morte. Lasciò tutto il suo patrimonio ad Arcesilao e, come afferma Filodemo nel suo Index Academicorum a proposito della sepoltura:
cremazione. Egli rispose che sarebbe stato lieto di essere sepolto "nelle colline di questo amato suolo". Quando Polemone continuò ad esprimere l'opinione che egli avrebbe dovuto essere sepolto nella stessa tomba in cui Polemone stesso sarebbe stato un giorno sepolto, Crantore disse che non lo aveva mai contraddetto e non avrebbe iniziato allora a farlo.»
(trad. A D'Andria)

## Opere
Le sue opere erano molte, tanto che Diogene Laerzio riporta che il filosofo scrisse circa 30.000 righe di Memorie, dei quali oggi sono conservati solo frammenti. La sua speculazione sembra essersi incentrata soprattutto, se non esclusivamente, sull'etica, fino a farlo classificare da Orazio come un filosofo morale, parlandone in modo tale da dimostrare come le opere di Crantore fossero molto conosciute e lette nella Roma del tempo. Più in dettaglio, Crantore stabilì una vera e propria gerarchia di bene, al primo posto della quale vi è la virtù, al secondo la salute, al terzo il piacere e al quarto la ricchezza. 
Fu inoltre il primo dei seguaci di Platone a scrivere commenti sulle opere del maestro, come un Commentario al Timeo.
Il filosofo si dedicò anche alla poesia e Diogene Laerzio ci riporta che, dopo aver posto il sigillo su una raccolta di sue poesie, le depose nel tempio di Atena della sua città natale, Soli. È questo il motivo per cui il poeta Teeteto, in un epitaffio da lui composto relativo a Crantore, lo definisce "amico delle Muse":
visse Crantore e vecchiaia non vide. 
 
Ricevi, o terra, i santi morti; dolcemente 

possa vivere e prosperare anche nell'Ade.»
(Antologia Planudea, II 28 - trad. A. D'Andria)
L'opera di Crantore che, però, si impose maggiormente all'attenzione dei lettori è Sul dolore (in greco Περὶ Πένθους, tradotto in latino con De Luctu), indirizzata all'amico Ippocle per la scomparsa del figlio di quest'ultimo e che il filosofo Panezio definì un capolavoro da imparare a memoria, parola per parola. Sembra che dal Dolore di Crantore Cicerone abbia tratto quasi tutto il terzo libro delle sue Tusculanae disputationes. 
La ragione principale per cui in genere Crantore è ricordato per quest'opera è la polemica contro l’ideale stoico della ἀπάθεια: per lui estirpare le passioni, come suggeriscono di fare gli stoici, incluse quelle spiacevoli come il dolore per la perdita di una persona cara, significa rinunciare ad una caratteristica propria ed ineliminabile della natura umana.